# Fernando da Piedade Dias dos Santos
Fernando da Piedade Dias dos Santos (ur. 5 marca 1952 w Luandzie) – angolski polityk, premier Angoli w latach 2002–2008, wiceprezydent Angoli w latach 2010–2012, przewodniczący Zgromadzenia Narodowego w latach 2008–2010 i ponownie od 2012.

## Życiorys
W latach 1999–2002 był ministrem spraw wewnętrznych Angoli. W listopadzie 2002 roku został wybrany premierem Angoli, objął urząd 6 grudnia 2002. 30 września 2008, po wyborach parlamentarnych, na stanowisku szefa rządu zastąpił go Paulo Kassoma. Tego samego dnia Fernando da Piedade Dias dos Santos objął urząd przewodniczącego Zgromadzenia Narodowego. Zajmował je do 5 lutego 2010, kiedy to objął stanowisko wiceprezydenta, wprowadzone przez uchwaloną w styczniu nową konstytucję Angoli.
Urząd wiceprezydenta zajmował do 26 września 2012, kiedy po wyborach parlamentarnych zastąpił go Manuel Vicente.